# Госперский, Владимир Иванович
Владимир Иванович Госперский (рум. Vladimir Gosperschi; 21 апреля 1945, Менера[уточнить], Монголия) — советский футболист, защитник. Советский и молдавский тренер. Заслуженный тренер Молдавской ССР (1982).

## Биография
Воспитанник футбольной школы «Даугава» Рига. Бо́льшую часть карьеры провёл в клубах низших лиг и КФК «Звезда» Иркутск (1962—1963), «Даугава-РВЗ» (1964—1965), СКА Рига (1965—1966), СКА Львов (1967—1968), «Молдова»/«Нистру» (1970, 1972—1973), «Металлург» Тула (1971), «Спартак» Ивано-Франковск (1975), «Динамо» Кишинёв (1975), «Сперанца» Дрокия (1976—1977).
В чемпионате СССР сыграл три матча в 1969 году за одесский «Черноморец» и 22 матча (1 гол) в 1974 году за «Нистру».
Тренер (1978—1979) и старший тренер (1985—1986) команды «Автомобилист» / «Текстильщик» Тирасполь. Тренер (1982—1984, 1986 — до июня) и старший тренер (1986 — с июня) «Нистру». Старший тренер «Зари» Бельцы.
Главный тренер сборной Молдавии (до 18 лет) в отборочном турнире чемпионата Европы 1995. Главный тренер клубов «Кодру» Калараш (1994—1995), «МХМ-93» Кишинёв (1996), «Аль-Иттихад» Алеппо, Сирия (1998—1999).
Главный тренер сборных Молдавии до 21 (2001), до 17 (2003—2005), до 19 (2004—2005).
Главный тренер «Милсами» Оргеев (2010).
Главный тренер сборной Молдавии по пляжному футболу (2011—2012).